# 東北システムズ・サポート
株式会社東北システムズ・サポート（とうほくシステムズ・サポート）は、宮城県仙台市に本社を置く1976年設立の、情報システムのコンサルティング、システムアプリケーション開発全般などを事業とするシステムインテグレーター（独立系）。
略称はTSSが用いられることが多く、社名ロゴもアルファベット大文字のTSSを赤色文字でデザインしたものが使用されている。

## 沿革
- 1976年7月 設立資本金 500万円にて設立
- 1977年11月 東京営業所設立
- 1987年5月 資本金5,000万円に増資
- 1990年4月 IBM-4381システム導入
- 1990年6月 資本金9,880万円に増資
- 1993年8月 IBM AS/400、RS/6000を導入、トークンリング／イーサネットLANによるネットワークシステム構成
- 1996年7月 創立20周年
- 1998年1月 新社屋（TSSビル）に移転
- 2001年7月 創立25周年
- 2002年11月 日本シンボルテクノロジー株式会社（現モトローラ・ソリューションズ株式会社）とのVAR（付加価値再販売業務）契約締結
- 2003年4月 新規事業推進プロジェクト　ストラテジックビジネスグループ設置[2]
- 2004年11月 日本シンボルテクノロジー株式会社（現モトローラ・ソリューションズ株式会社）のソリューションパートナーに認定
- 2006年7月 創立30周年
- 2007年8月 東京支社、業務拡張のため移転
- 2010年9月 UHF帯RFIDハンディリーダライタ「DOTR-900Jシリーズ」の発表および販売を開始
- 2011年3月 11日に発生した東日本大震災により被災。宮城県仙台市宮城野区田子に位置する開発センター（TSSビル、震災当時は本社）は津波の被害を受けた地域からわずか500mという場所であった。津波による浸水被害こそ免れ、社員自身の人的被害は無かったものの、コンクリート壁はひび割れ、サーバ室の機器類も軒並み転倒する状況で、全面的なな復旧までには1週間以上を要した。3月22日より業務を再開している。
- 2011年4月 7日に発生した東日本大震災の最大余震により再び建物、機器類に被害が発生。復旧までに約3日間を要した。[3]
- 2012年2月 横浜事業所設立
- 2012年4月 盛岡事業所設立
- 2013年5月 UHF帯RFIDハンディリーダライタ「DOTH-300U」の発表および販売を開始
- 2013年7月 UHF帯RFIDリーダライタ「ARETE POP」の発表および販売を開始
- 2013年12月 東京支社を移転（東京都大田区大森北1丁目5番1号 大森駅東口ビル）
- 2014年11月 本社をTSSビルから仙台駅前（宮城県仙台市青葉区中央一丁目6番35号 東京建物仙台ビル）へ移転
- 2015年1月 盛岡事業所内に「RFID / IoT Mobile Solution Lab.」をオープン[4]
- 2016年4月 RFID専用ウェブサイトRFID Roomをオープン
- 2016年4月 2016年採用から『東京支社配属固定型(本支社間の異動なし)採用』を開始

## 自社拠点
本社などが所在する宮城県のほか、岩手県、東京都、神奈川県に事業所を構える。（アクセスマップ）
- 本社 - 宮城県仙台市青葉区の仙台駅前に所在する、東京建物仙台ビル内。
- 開発センター - 宮城県仙台市宮城野区のJR仙石線・福田町駅の近くに所在するTSSビルに構える自社開発拠点。４階建てビルおよび敷地は自社物件となる。
- 東京支社 - 東京都大田区のJR大森駅前に所在する大森駅東口ビル内に構える、首都圏における事業の中枢を担う事業所。自社開発拠点を兼ねる。
- 横浜事業所 - 神奈川県横浜市中区にある事業所。主に運用系を担う部隊の事業拠点となる。
- 盛岡事業所 - 岩手県盛岡市にある事業所。2016年3月16日盛岡市と立地協定を締結しており、先行して現在の盛岡事業所を2016年度より増床する予定。

## 認証
- プライバシーマーク付与事業者（審査機関：TPJC、JIS規格：2006）
- ISMS（JIS Q 27001：2014（ISO / IEC 27001：2013））取得
- 次世代育成支援対策推進法に基づく認定企業（2013年、2015年）[5]
- 一般社団法人日本ニアショア開発推進機構・認証取得（2016年12月）

## 事業内容
事業内容は主に「システムサービス」と「ストラテジックビジネス」の二つに分かれている。システムサービスは請負や準委任形態でのシステム開発が主であり、独立系システムインテグレータのため電力・流通・金融をはじめ幅広い分野のシステム開発・保守を担当している。
ストラテジックビジネスは、RFIDやモバイルといった分野に力を入れており強みを持つ。

### システムサービス
- 情報システムのコンサルティング
- ネットワーク環境の提案および構築
- システムアプリケーションの受託開発
- 各種ハードウェア機器の販売

### パッケージソリューション
- MONISTOR - ICタグ・バーコードによる棚卸・資産管理システム
- BothMail - メール転送・添付ファイル保存 メール管理システム
- MobileCrew - ハンディターミナル・モバイル端末のアプリケーション開発支援ツール
- ProtectionAD - ActiveDirectoryと連携、セキュリティ認証システム

### RFIDソリューション
- DOTR-900Jシリーズ - セパレート型UHF帯RFIDリーダー
- DOTH-300U - オールインワンUHF帯RFIDリーダー
- ARETE POP - イヤホンジャック接続型UHF帯RFIDリーダー
- ICタグ - UHF帯RFIDタグ、NFCタグ

### モバイルソリューション
- ハンディターミナル・PDA・タブレット
- バーコードリーダー・無線LAN製品

### 過去に提供していた製品・サービス
- Protection AD - セキュリティ認証システム
- ネットじょうず - インターネットビジネスのサポートをおこなうASPサービス
- LogiFinder - 物流情報モニタリングソリューション
- 資産管理システム - バーコードとPDAが物の動きをキャッチ
- おふぃスキャン - バーコードラベルとPDAの連携でオフィス内の資産共有
- e公益会計 - 簡単に予算の管理と情報の加工ができる会計パッケージ
- デスクトップキャビネット - メモとファイルを付箋紙上で管理し、デスクトップを整理

## その他
- 勤務形態は標準労働時間帯9:00～17:30で標準労働時間7時間30分となっているが、フレックスタイム制も導入されており、コアタイム10:00～15:00となる。ただし、勤務場所が客先となる場合は契約内容に応じて変化する。
- 2016年3月16日盛岡市と立地協定を締結。3年以内に地元から30人を雇用見通し。[6]

## 加盟・会員
- 一般社団法人情報サービス産業協会
- 東北地域情報サービス産業懇談会
- 一般社団法人宮城県情報サービス産業協会
- 一般社団法人神奈川県情報サービス産業協会
- 岩手県情報サービス産業協会
- 宮城県高度情報化推進協議会
- 社団法人東北ニュービジネス協議会
- 宮城県経営者協会
- 仙台商工会議所